# Aéroport d'Iqaluit
L’aéroport d'Iqaluit (code IATA : YFB • code OACI : CYFB) se situe à Iqaluit au Nunavut au Canada. Il est exploité par le gouvernement du Nunavut. Il reçoit des vols commerciaux et sert aussi de base opérationnelle avancée pour les CF-18 Hornet des Forces canadiennes.

## Développement futur
En conséquence du trafic accru, le gouvernement du Nunavut a planifié un agrandissement de l'aéroport qui devrait coûter entre 250 et 300 millions de dollars canadiens. Le projet a fait l'objet d'un partenariat public-privé entre deux filiales du groupe Bouygues et le gouvernement territorial.
Commencés en 2015, les travaux comprenaient la construction d'un nouveau terminal, l'agrandissement des places de stationnement, une deuxième voie pour taxis ainsi que le repavage du tablier de la piste.
Un incendie a malencontreusement détruit la toiture du nouveau terminal le 5 septembre 2015, mais celui-ci a pu être inauguré le 9 août 2017.

## Situation

### Carte des aéroports du Réseau National du Canada
| \| 300 km1:20 691 000 \| Calgary Charlottetown Edmonton Fredericton Gander Moncton Halifax Iqaluit Kelowna London Montréal–Mirabel Montréal–Trudeau Ottawa Prince George Québec Regina Saint-Jean Saskatoon Saint-Jean de T.-N. Thunder Bay Toronto Pearson Vancouver Victoria Whitehorse Winnipeg Yellowknife |
| 300 km1:20 691 000 |

## Compagnies et destinations
| Compagnies     | Destinations |
| -------------- | --- |
| Air Greenland  | En saison: Nuuk |
| Canadian North | Arctic Bay, Clyde River, Igloolik, Kimmirut, Kinngait, Kuujjuaq, Ottawa, Pangnirtung, Pond Inlet, Qikiqtarjuaq, Rankin Inlet, Resolute Bay, Sanirajak, Yellowknife |